# عباد بن محمد بن حیان
عباد بن محمد بن حیان (عربی: عباد بن محمد بن حيان البلخي) فرمانروای مصر در دوران خلافت عباسی بود.